# 사문공
사문공(史文恭)은 중국의 사대기서(四大奇書) 중 하나인 《수호전》(水滸傳)에 등장하는 인물로, 양산박을 적대하는 증두시(曾頭市)의 무예사범이다.

## 생애
양산박의 수령인 조개가 친히 증두시를 치기 위해 출진했을 때에 사문공은 진두에 서서 양산박군을 맞아들이고, 조개에게 독화살을 명중시켜 양산박의 병력을 격퇴한다. 조개는 이 상처가 원인이 되어 양산박으로 귀환한 후 사망하였다. 이때 조개가 남긴 '사문공을 쓰러뜨린 자를 차기 수령으로'라는 유언을 실행하기 위해 재차 쳐들어온 양산박의 군세를 앞에 두고 사문공은 진명과의 일대일 대결에서 이기는 등 분전하였으나 결국 증두시는 패배하고, 도주하던 사문공은 노준의에게 생포된다. 그 후 사문공은 죽임을 당해 조개의 영전에 올려졌다.

## 같이 보기
- 수호전
- 증롱
- 조개
- 송강
- 노준의